# 鈴木新彩
鈴木 新彩（すずき さらさ、2000年3月8日 - ）は、テレビ朝日のアナウンサー。

## 来歴
東京都出身。慶應義塾湘南藤沢高等部、慶應義塾大学文学部人文社会学科卒業。
2022年4月1日にテレビ朝日入社。同期入社のアナウンサーは武隈光希。
2022年8月29日より『そだてれび』の司会進行を担当。
2022年10月7日より『ミュージックステーション』のサブMCを担当。

## 人物・エピソード
- 身長154cm[4]。
- 大学在学中はセント・フォースの関連会社であるスプラウトに所属[2]。
- 趣味はドラム、一人カラオケ[2]、 フィギュアスケート観戦、フィルムカメラ撮影[4]。
- 学生時代から熱烈な乃木坂46ファンであり、最初の推しは生駒里奈、2024年現在の推しは冨里奈央であることを明かしている[7][8]。
- 特技はホルン演奏[2]。 中学1年生から大学4年生まで吹奏楽部に所属していた[4]。
- 資格は秘書検定2級、英検2級を所持している[2]。

## 出演

### テレビ
特記の無い場合はいずれもテレビ朝日。
- ミュージックステーション（2022年10月7日 - ）- サブMC[6]
- そだてれび（2022年8月29日 - 2023年9月28日）- 司会進行[5]
- 研修テレビ!!（2023年10月12日 - （不定期））
- くりぃむナンタラ（2022年12月4日 -（不定期）） - アシスタント
- イワクラと吉住の番組（2024年3月19日、4月2日） - ゲスト
- 激レアさんを連れてきた。（2024年4月8日[9]） - MC（研究助手） MCの弘中綾香アナウンサーが2023年10月23日の放送をもって産休入りしたため、代役としてこの日に登場[10]。
- IMAnimation（2024年10月5日 - ） - 冒頭ジングルの音声

### ポッドキャスト
- さらさラジオ（聴くテレ朝、2024年2月20日 - 2025年3月31日）- 全81エピソード

### テレビ朝日入社前

#### ラジオ番組
- gee up sprout（2019年12月14日、2020年2月15日・7月25日・8月8日・9月19日・10月3日・31日 FM salus FMしながわ イッツコムチャンネル10）  - パーソナリティ